# ساوسروقة

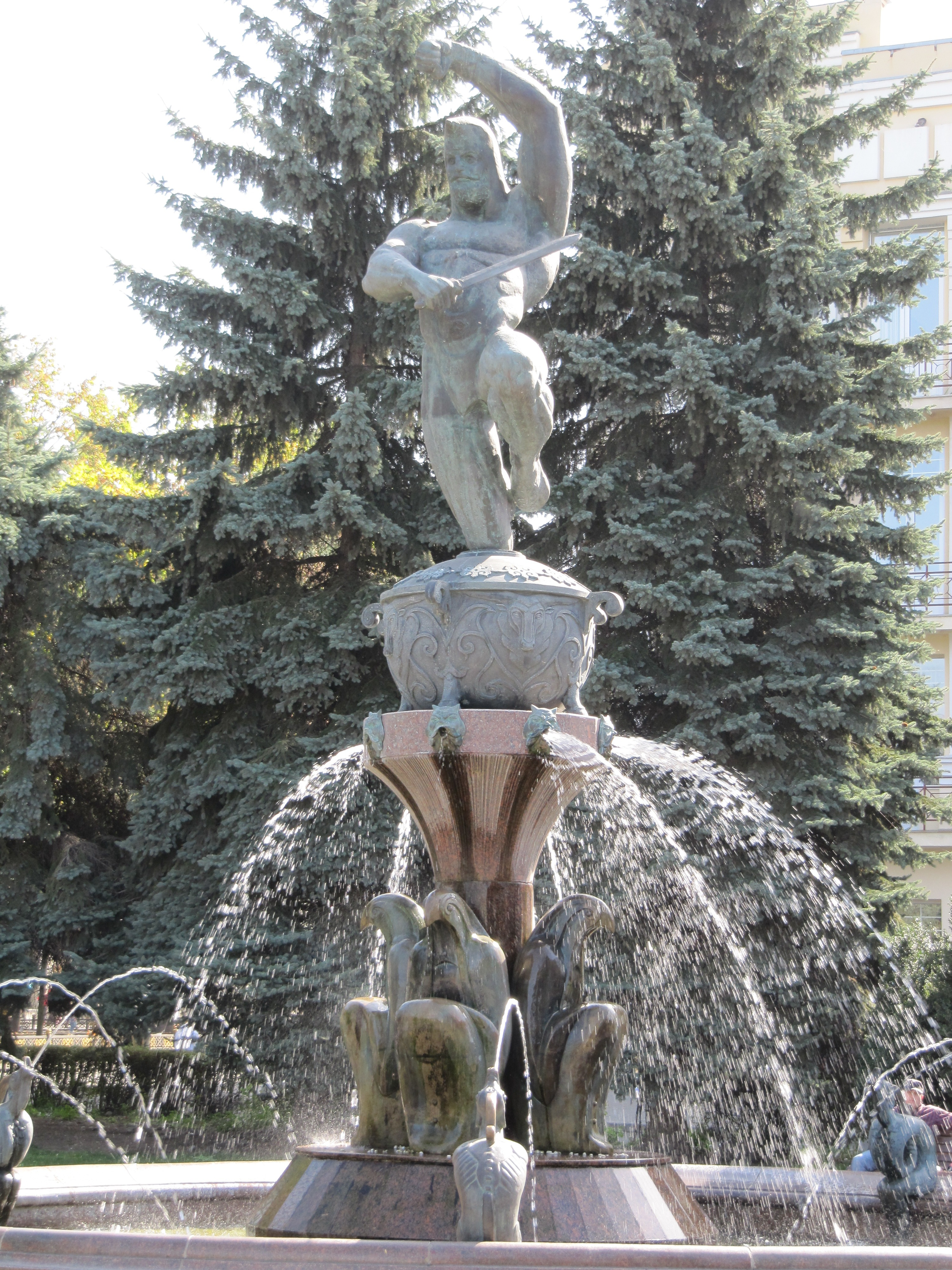
تمثال لساوسروقة.

ساوسروقة أو سوسروقة (بالأديغية: Саусырыкъо)، نارتي أسطوري ابن السيدة ستناي، وهو بطل أسطوري شركسي تعرضه بعض القصص كبطل شجاع في حيث يذكر أحيانًا باعتباره محتالًا. وهو أهم بطل في قصص الملاحم النارتية الشركسية التي ولدت في منطقة القفقاس.
الاسم ساوسروقة منحوت من كلمتين هما (ساوسر) و(قه)، وتعنيان "ابن الراعي"، وتشير الروايات الملحمية إلى أنه كان صغير البنية أو أنه كان أصغر النارتيين، وتظهر شخصيته تشابهات كبيرة مع أبطال الأساطير الأخرى، فهو يحمل سمات آخيل من حيث أن نقطة ضعفه كمنت في قدمه، وله مغامرات تشبه مغامرات بروميثيوس سارق النار حسب الأسطورة.

## مولد سوسروقة
تؤكد الروايات أن سوسروقة هو ابن السيدة ستناي فائقة الجمال، وأن والده هو راعي النارتيين الذي التقى بستناي عند النهر ووردت بعض الإشارات في إحدى الروايات أنها كانت تسبح عارية في النهر.
معظم الرويات تشير إلى أن الراعي بعد أن اشتهى ستناي اندلق ماؤه من بعيد على حجر كان قرب ستناي. بعضها يشير إلى أن اتصالًا جنسيًا وقع ما بين ستناي والراعي وهما في النهر. لكن معظم الروايات تجمع على عدم وقوع أي اتصال جنسي بين سيدة النارتيين وراعيهم، وأن الحمل كان بلا دنس.
ستناي حسب الروايت أخذت الحجر الذي راح بعد تسعة أشهر يتحرك ويضطرب ويسخن، فاستعانت بالحدّاد لبش الذي تمكن من إخراج الطفل من داخل الحجر وهو متقد كالجمر، فأمسكه الحداد بملقط وغطسه في الماء كما يفعل مع الحديد، وتشير القصص أن ساوسروقة مُني بنقطة ضعف أعلى ركبته حيث أثر الملقط وهي نفس النقطة التي استغلها الأمير جانخوت وتغلب عليه.

## وصلات خارجية
- Nart Tales of the Circassians (بالإنجليزية)
- The Circassian Nart Epos (بالإنجليزية)